# Caproni Ca.380
Il Caproni Ca.380 "Corsaro" era un innovativo progetto italiano per un bombardiere biposto da impiegare durante la seconda guerra mondiale, in diretta competizione con il Savoia-Marchetti S.M.92.

## Storia del progetto
Il tentativo della Caproni era principalmente diretto ad ottenere la minima resistenza all'aria. L'equipaggio era alloggiato in tandem nella fusoliera, dietro uno dei due motori Daimler-Benz DB 605 da 1475 cavalli. Il Ca.380 non volò mai.
Era previsto che i motori sarebbero stati sostituiti al più presto dal DB 603 da 1750 cavalli (il DB 605 era un motore derivato dal DB 601 mediante un rialesaggio che, pur incrementando le prestazioni, soffriva della limitazione di essere vincolato ai centri originali del foro, mentre il DB 603 era una riprogettazione dalle prestazioni sostanzialmente aumentate). Per ridurre la resistenza all'aria derivante dall'impianto di raffreddamento e dalla struttura del velivolo, i progettisti adottarono una versione "raffinata" della disposizione del radiatore del P-38: i radiatori, canalizzati ed anulari, vennero disposti in maniera circolare lungo la fusoliera dietro l'ala, dove la resistenza dovuta alle interazioni fra l'aria di raffreddamento ed il flusso d'aria sopra la struttura del velivolo poteva essere ridotta al minimo. Il disegno attento dei condotti e del flusso in uscita permetteva di generare abbastanza spinta per cancellare la resistenza di raffreddamento restante. L'ala era ampia di forma semiellittica.
L'armamento era costituito da quattro cannoncini MG 151/20 da 20 mm che erano alloggiati sotto la sezione centrale, mentre una mitragliatrice Breda-SAFAT da 12,7 mm era sistemata in ciascuna delle due ali.